# Station Meppel
Station Meppel is het spoorwegstation in de Nederlandse stad Meppel. Het werd in gebruik genomen op 1 oktober 1867 met de opening van de spoorlijn Zwolle – Meppel. Dit was een deel van de in 1865-1868 door de Staat der Nederlanden aangelegde staatslijn A, van Arnhem naar Leeuwarden.
In 1868 kwam ook de verbinding Meppel – Heerenveen – Leeuwarden gereed, waarmee de Friese hoofdstad een rechtstreekse spoorverbinding met de rest van het land kreeg. In 1870 kwam ook de verbinding Meppel – Hoogeveen – Assen – Groningen gereed (staatslijn C), waarmee zowel Drenthe, Groningen als Friesland via Meppel met Zwolle waren verbonden. Sindsdien zijn deze verbindingen de belangrijkste schakels geweest in het treinverkeer van en naar het noorden van Nederland.
Het spoorwegstation van Meppel, gebouwd in 1865, is een van de Standaardstations van de Staatsspoorwegen. Het is van de vernieuwde uitvoering derde klasse, waartoe ook station Zuidbroek (uit hetzelfde jaar) behoort. Aan het station van Meppel is in de loop der jaren weinig gewijzigd, zodat het nog grotendeels in oorspronkelijke staat verkeert. In 2016 werd het gebouw in de originele geelbruine kleurstelling hersteld, na jarenlang volledig wit te zijn geweest.
Het station heeft een aantal voorzieningen, zoals vijf kaartjesautomaten, een kiosk (sinds 2011 zonder loketfunctie), een fietsenwinkel (met mogelijkheid tot bewaakte stalling) en een grote onbewaakte fietsenstalling (opgeleverd april 2011). De perronsporen zijn overdekt en voorzien van een overdekte wachtruimte met versnaperingenautomatiek. Direct naast het station bevindt zich het busstation.
De reguliere treinenloop, ook van de treinen die Meppel voorbijrijden, speelt zich af langs het eilandperron (spoor 2 en 3). Sinds 29 april 2013 rijden er op weekdagen overdag sprinters tussen Meppel en Leeuwarden. Deze maken gebruik van spoor 1 langs het zijperron, dat hiervoor is verhoogd.

## Knelpunt Meppel – Zwolle
De spoorlijn tussen Meppel en Zwolle is door het toegenomen treinverkeer van en naar Groningen en Leeuwarden een knelpunt geworden. De beide ten noorden van Meppel gelegen dubbelsporige baanvakken komen in Meppel samen in een dubbelsporig baanvak naar Zwolle, waarover de (meeste) treinen van zowel Groningen als Leeuwarden van en naar Zwolle rijden. Deze lijn wordt tevens gekenmerkt door veertien overwegen en meerdere bruggen en is daardoor zeer storingsgevoelig.
Voorts is het emplacement van Meppel een knelpunt. Hier liggen twee perrons met drie perronsporen waarover al het reizigersverkeer wordt afgehandeld. Ook hier kan een kleine verstoring grote invloed hebben op het treinverkeer van en naar Groningen en Leeuwarden. Er is geen andere mogelijkheid om met de trein tussen het noorden en midden van het land te reizen dan via dit traject. Tussen september en eind 2023 waren ruim zeventig storingen op het traject, gemiddeld negen uur per week. Dat maakt de gevolgen voor reizigers groot.
Op 23 januari 2024 heeft de Tweede Kamer een motie aangenomen om voldoende geld beschikbaar te stellen om dit knelpunt 'eindelijk' op te lossen. Hiervoor is een bedrag begroot van 40 miljoen euro voor onder andere de aanleg van een extra perron en extra wissels te Meppel. Een alternatief voor het oplossen van dit knelpunt is het aanleggen van de Lelylijn tussen Lelystad en Groningen, echter is dit geen kortetermijnoplossing.

## Treinverbindingen
In Meppel stoppen in de dienstregeling 2025 de volgende treinen:
| Serie | Treinsoort     | Route                                                                                                | Bijzonderheden |
| ----- | -------------- | --- | --- |
| 600   | Intercity (NS) | Leeuwarden – Meppel – Zwolle – Amersfoort Centraal – Utrecht Centraal – Gouda – Den Haag Centraal    | |
| 800   | Intercity (NS) | Schiphol Airport – Amsterdam Zuid – Almere Centrum – Lelystad Centrum – Zwolle – Meppel – Leeuwarden | Vormt een halfuurdienst tussen Schiphol Airport en Zwolle met serie 700 en tussen Zwolle en Leeuwarden met serie 600. Sommige treinen tussen Zwolle en Leeuwarden stoppen op alle stations. (alleen 's morgens vroeg en 's avonds laat). |
| 6100  | Sprinter (NS)  | Zwolle – Meppel – Assen – Groningen                                                                  | |
| 9000  | Sprinter (NS)  | Leeuwarden – Meppel – Zwolle – Lelystad Centrum                                                      | Rijdt na 20:00 uur en in het weekend 1x/uur tussen Leeuwarden en Zwolle. Rijdt na 21:00 uur 1x/uur op het hele traject. |

## Ontwikkeling aantal reizigers
Het aantal door NS vervoerde reizigers (per gemiddelde werkdag) ontwikkelde zich sedert 2019 als volgt:
| Jaar | Aantal reizigers |
| ---- | ---------------- |
| 2019 | 7.729            |
| 2020 | 3.788            |
| 2021 | 4.308            |
| 2022 | 5.965            |
| 2023 | 6.211            |
| 2024 | 6.386            |

## Afbeeldingen

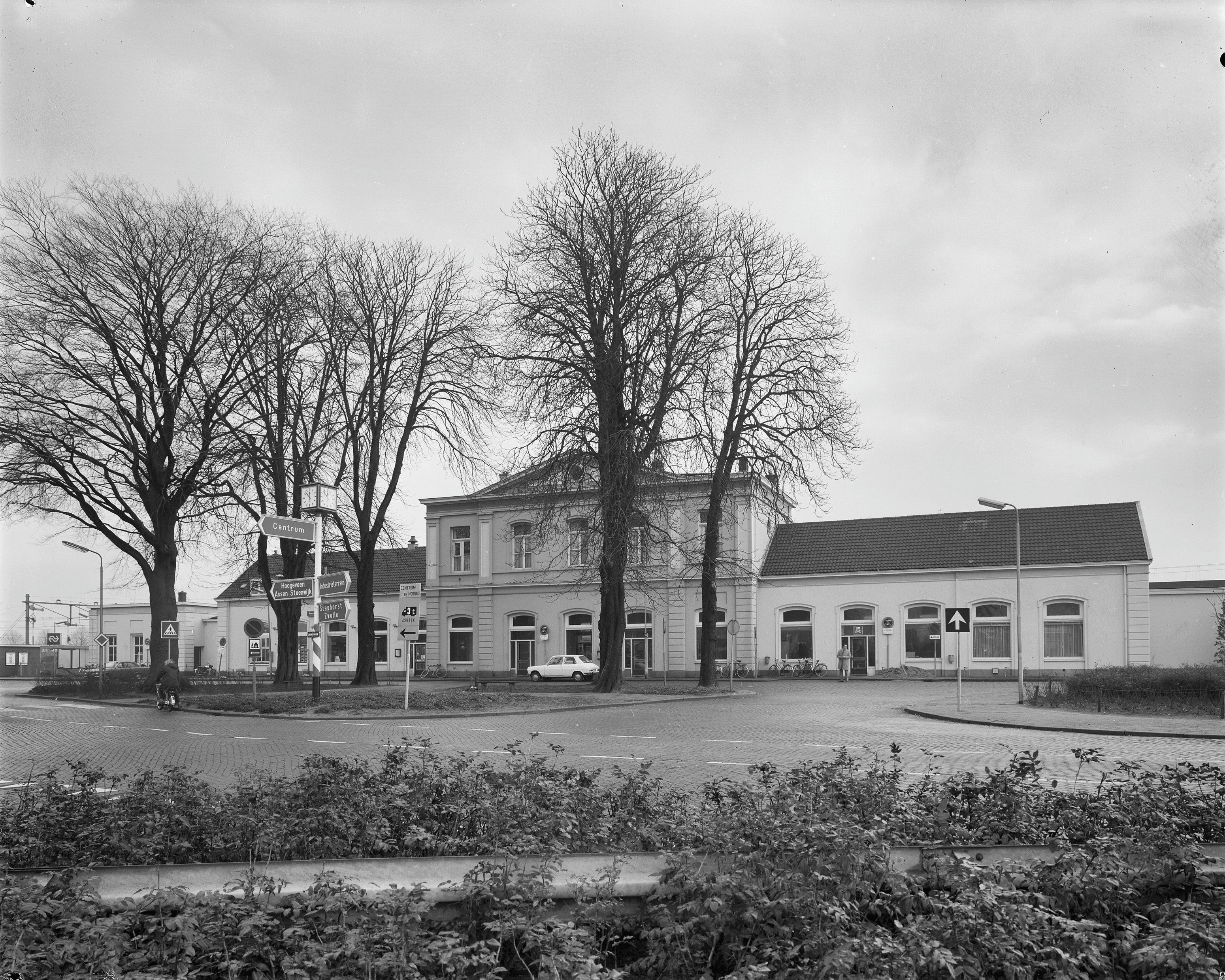
Station Meppel; januari 1974.
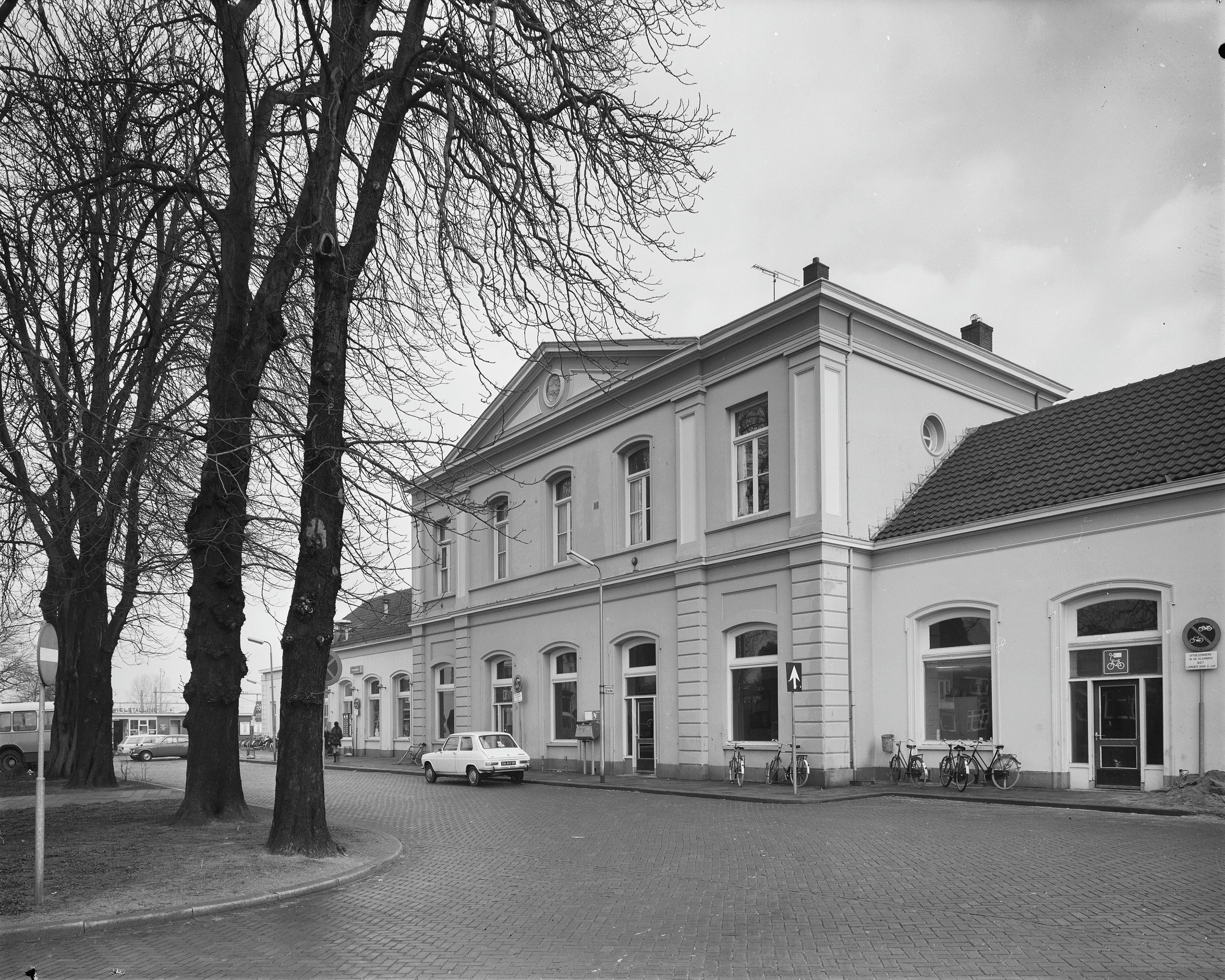
Station Meppel; januari 1974.
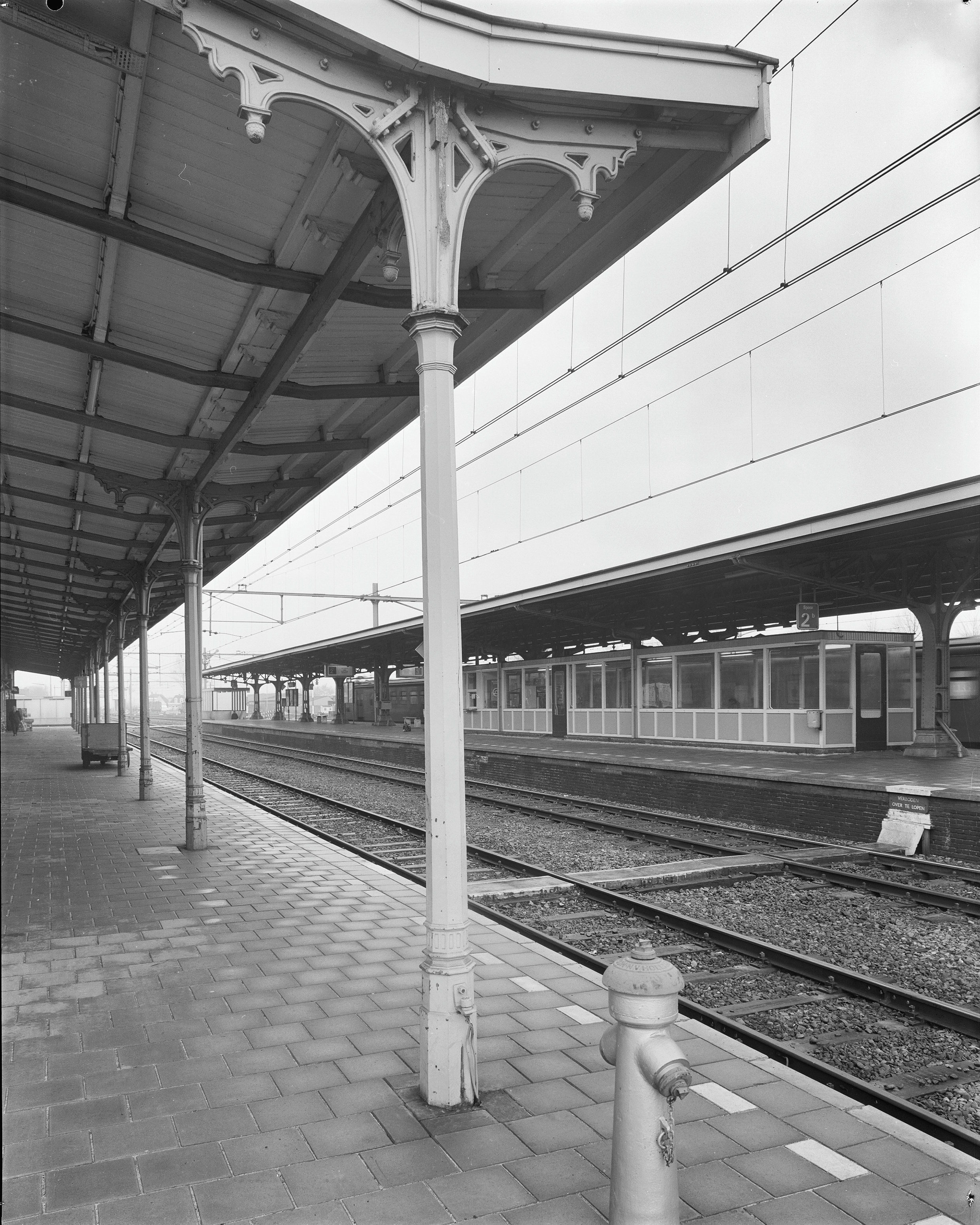
Station Meppel; januari 1974.
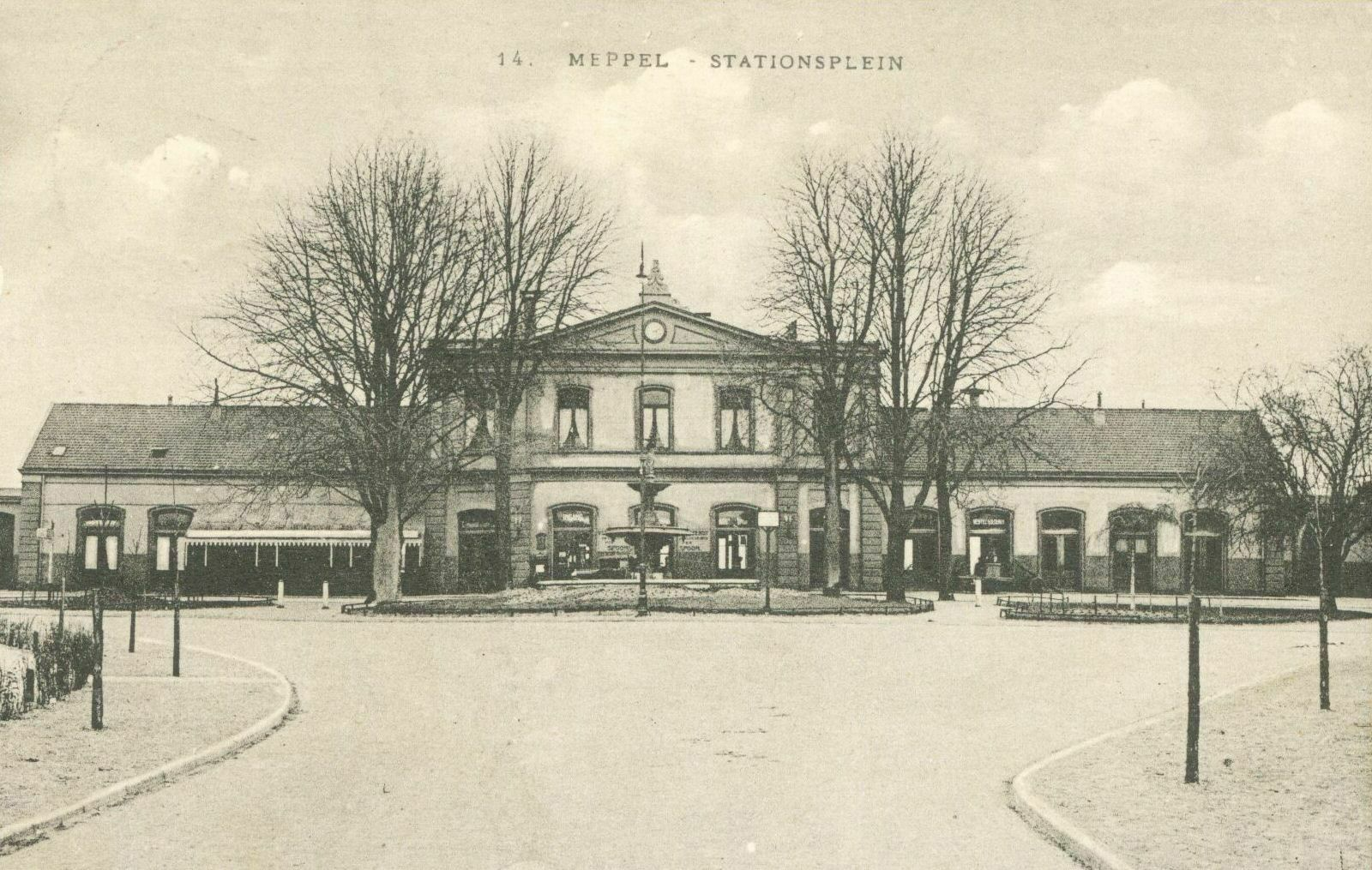
Gezicht op het station Meppel; circa 1930.
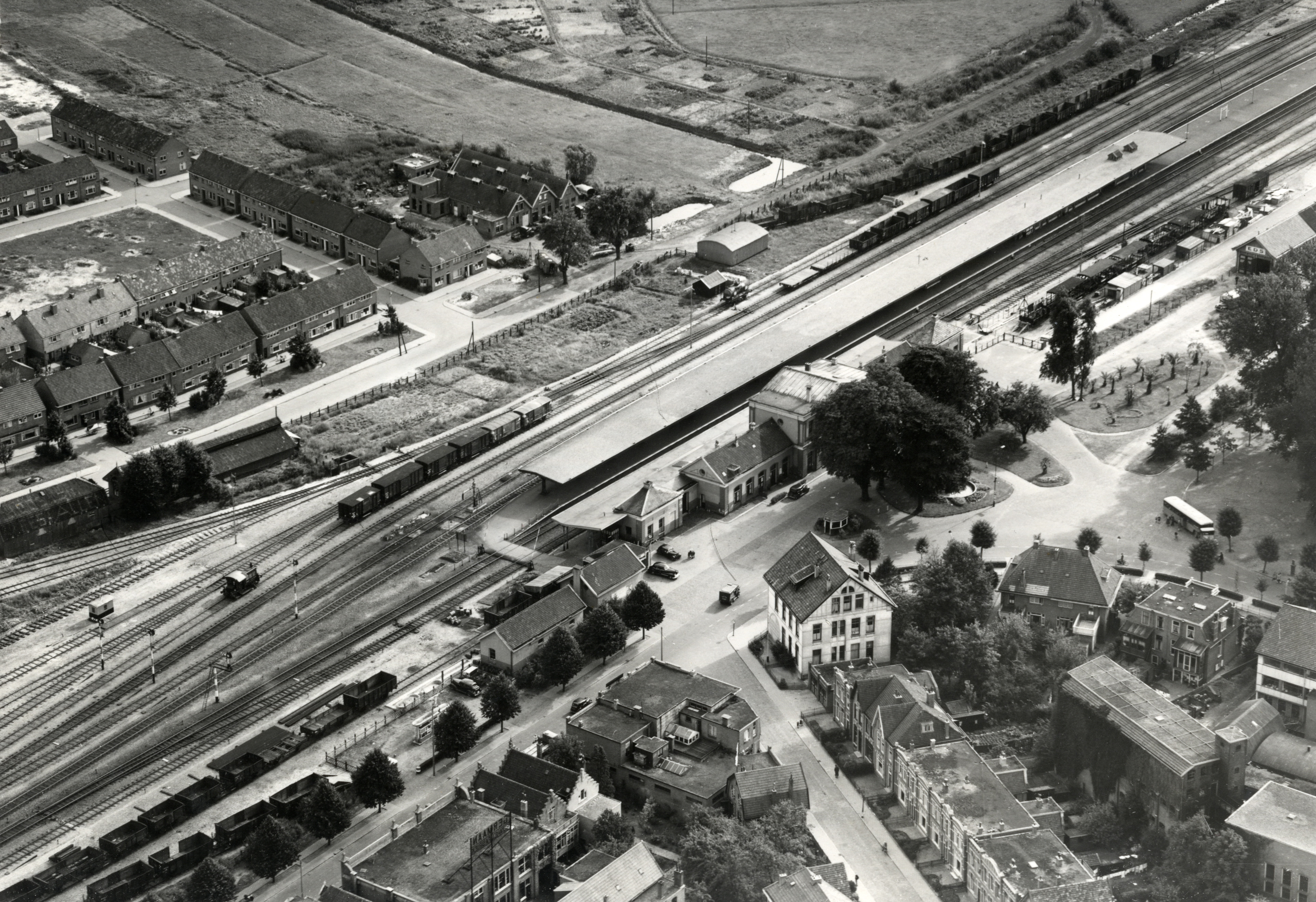
Luchtfoto van het station Meppel; 1 oktober 1947.
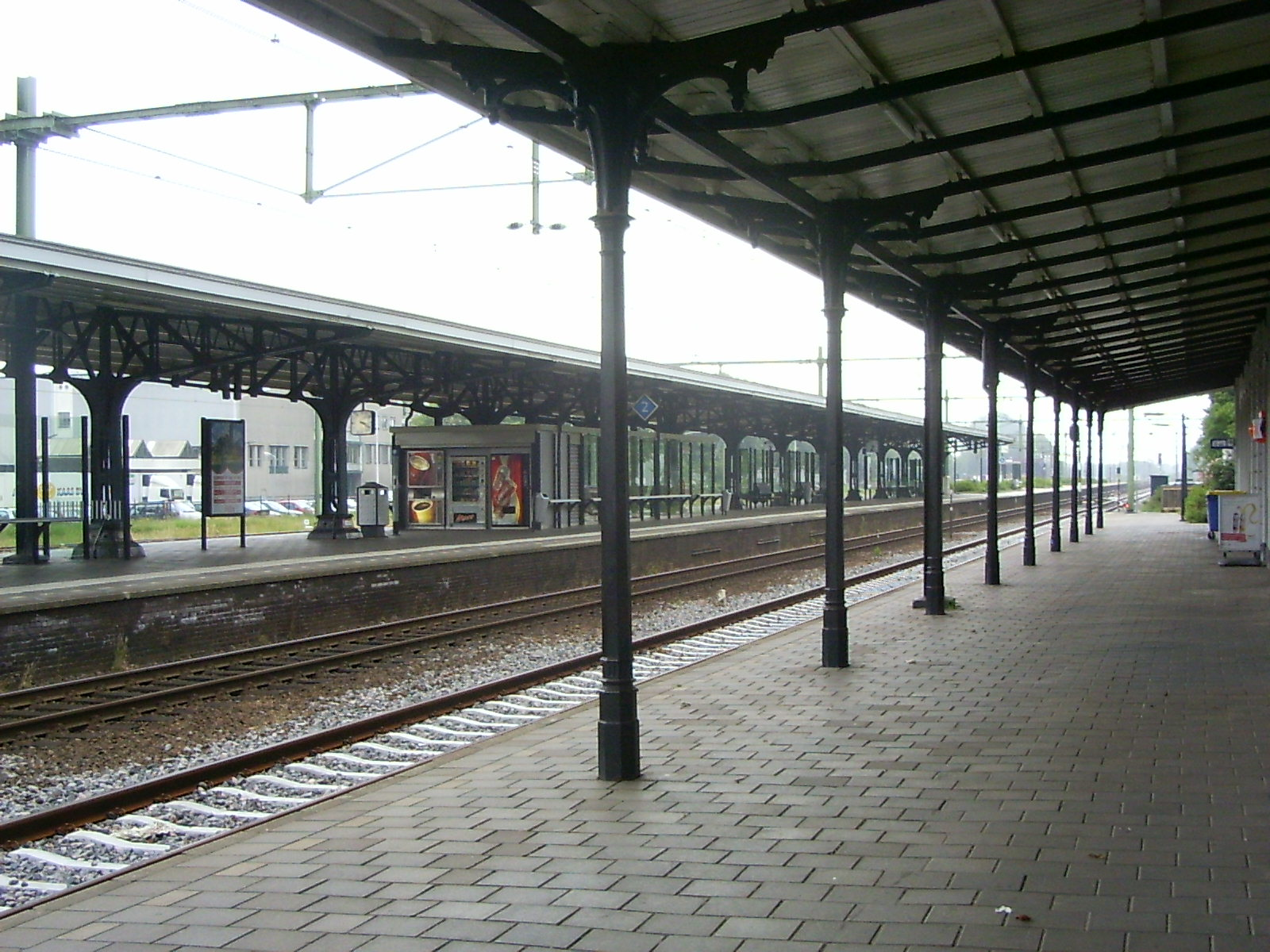
De beide perrons te Meppel.
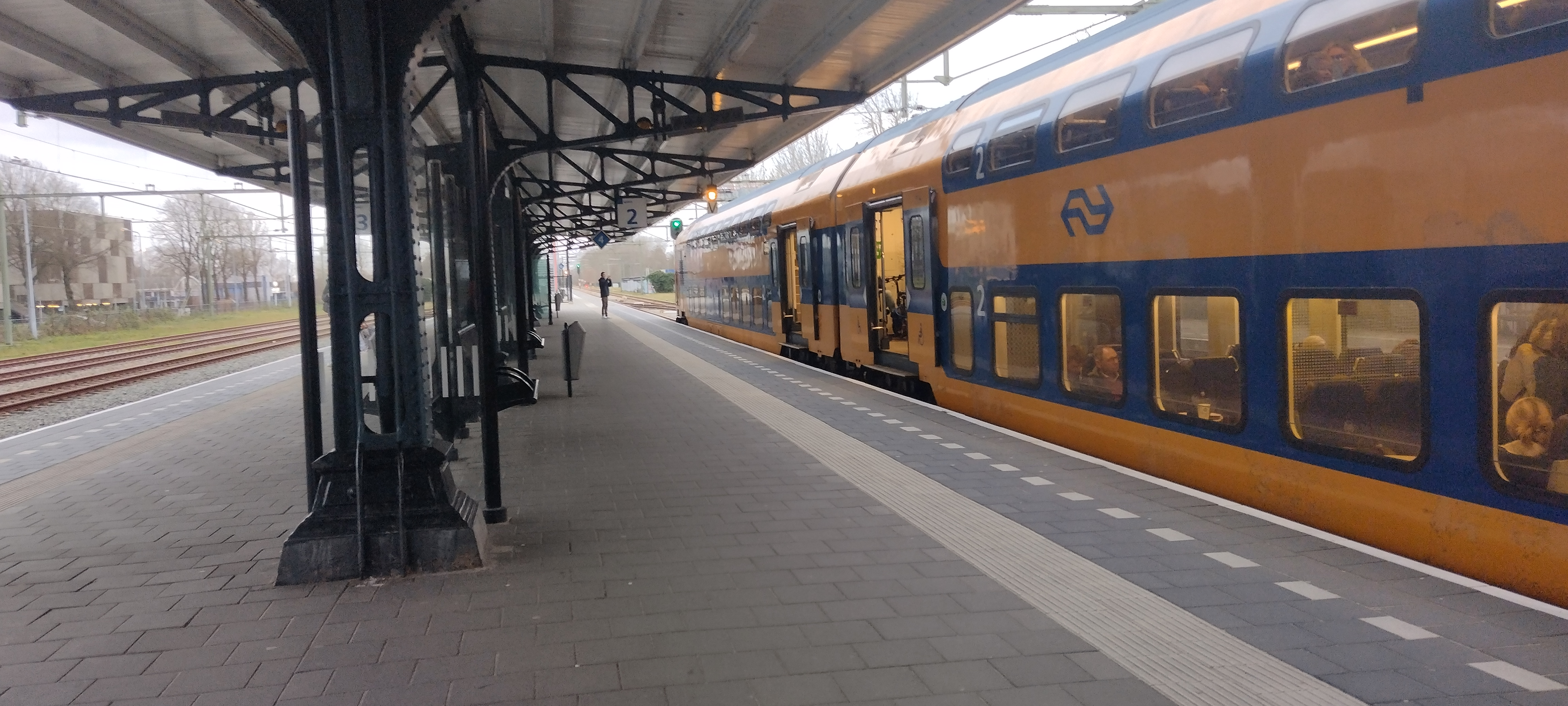
DDZ op het station Meppel.
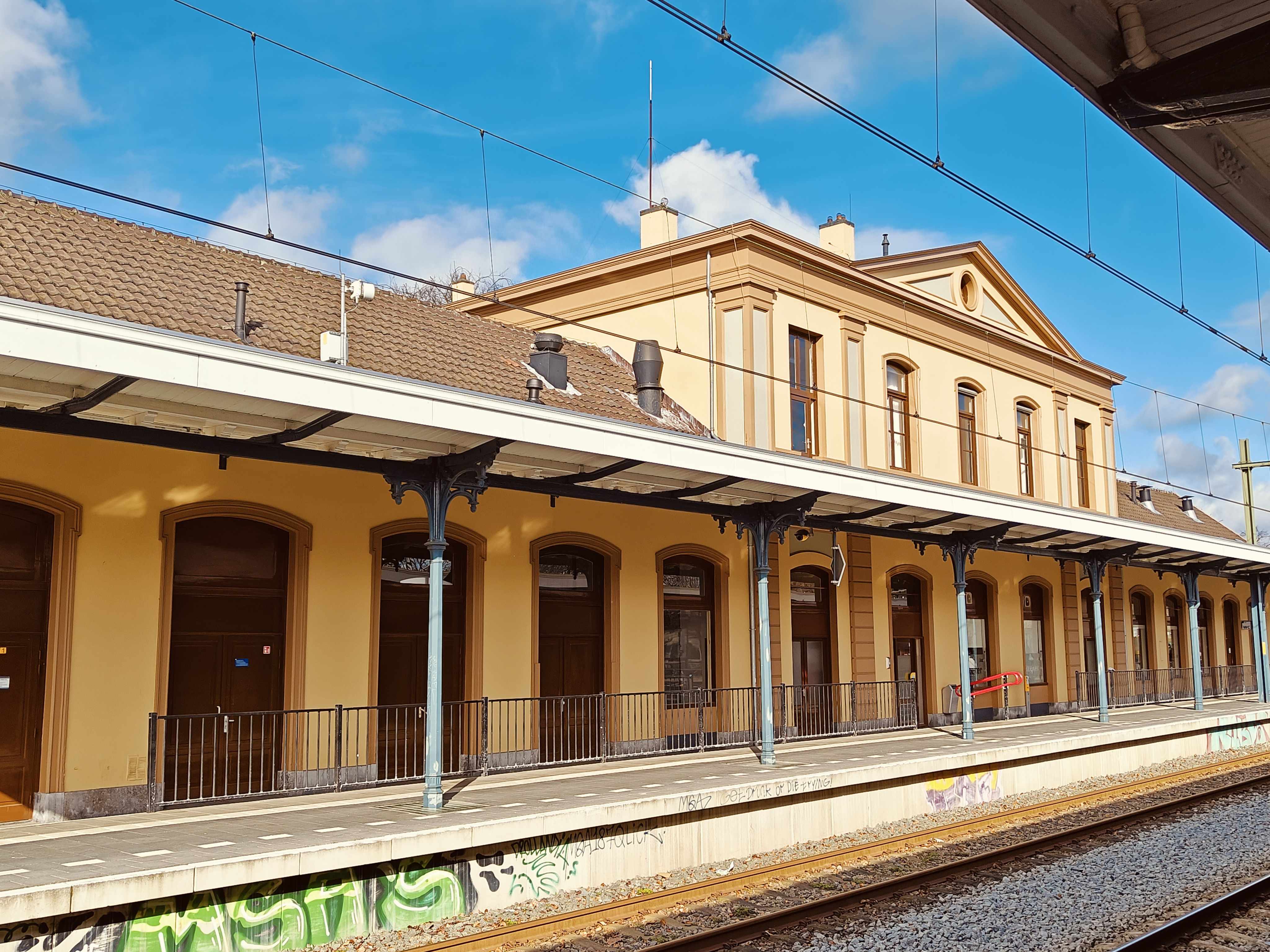
Station Meppel; maart 2024.